# طرد مركزي

الطرد المركزي أو الإنباذ أو النَبْذ أو التثفيل (بالإنجليزية: centrifugation)‏ أسلوب معملي يُستخدم لفحص مكونات الدم وذلك بوضع قطرة دم غير متخثرة أكسلات الأمونيوم [الإنجليزية] أو أي خلية دموية مراد فحصها في جهاز خاص يسمى الطاردة وبفضل سرعتها الدورانية الكبيرة تقوم بفصل مكونات الدم في أنبوب الاختبار حيث تتركز في قاعه جسيمات الدم الأكثر ثقلا (انظر الشكل).

فصل مكونات الدم في أنبوب اختبار موضوع في جهاز طرد مركزي.

جهاز الطرد المركزي هو عبارة عن جهاز يتم فيه توليد قوى الطرد المركزي عن طريق الدوران حيث تتجه الجزيئات الأكثر ثقالة إلى الخارج بعيدا عن محور الدوران، واما الجزيئات الأقل ثقالة فتبقى في مكان وسطي.
أجهزة الطرد المركزي تختلف نسبة تعقيدها في الصناعة على حسب نوع العمل المطلوب أداءه، فمثلا جهاز تنشيف الملابس في المنزل هو جهاز بسيط، ولكن عندما نقارنه بجهاز طرد مركزي في المختبر سترى انه أكثر تعقيدا من جهاز التنشيف لأنه يحتاج إلى سرعة معينة ومحددة لبعض المواد لكي يتم فصل مكوناتها عن بعضها البعض. جهاز الطرد المركزي المستخدم لتحليل الدم يكون على الرغم من ذلك صغيرا وخفيفا ويمكن وضعه على منضدة، كما يعلق فيه عادة عدة أنابيب اختبار لاختبار عينات من عدة أشخاص في نفس الوقت.

## تخصيب اليورانيوم
جهاز الطرد المركزي لليورانيوم فهنا الحديث يكون مختلف جداً من ناحية صعوبة الصنع والتقنية ولكنه يعمل بنفس المبدأ.
يتكون اليورانيوم الطبيعي بصفة أساسية من اليورانيوم-238 بنسبة 3و99% واليورانيوم-235 بنسبة 7و0% . وفي عملية تخصيب اليورانيوم نحتاج إلى رفع نسبة اليورانيوم- 235 إلى نحو 5و3% ولهذا نسمي العملية «تخصيب». اليورانيوم-235 هو الذي يصلح لتشغيل مفاعل نووي حيث أنه يمتص النيوترونات بدرجة عالية تفوق امتصاص اليورانيوم-238 للنيوترونات. (في المفاعل النووي يصيب نيوترونا نواة يورانيوم -235 فتنقسم إلى جزئين وتنطلق منها طاقة (حرارة) و 2 أو 3 من النيوترونات تعمل على انشطار أنوية يورانيوم -235 أخرى، يصدر من كل منها 2 - 3 نيوترونات جديدة تعمل على شطر أنوية يورانيوم-235 أخرى. يضبط المفاعل النووي بحيث تصل تلك العملية إلى حد «توازن»، بحيث يسير التفاعل في وجود عدد ثابت من النيوترونات - لا تزيد ولا تقل - من غير أن تتزايد النيوترونات إلى حد الانفجار).
و يعتمد تخصيب اليورانيوم بطريقة الطرد المركزي على الفرق في الكتلة بين جزيئات النظيرين (اليورانيوم-235 واليورانيوم-238 (يورانيوم-238 أكثر ثقلا من اليورانيوم-235). ويكون اليورانيوم فيه غاز سادس فلوريد اليورانيوم الذي تلزمه حرارة بقائه في الحالة الغازية، ويدخل في سلسلة من أسطوانات الطرد المركزي التي تدور بسرعات عالية جدا (70.000 دورة/الدقيقة أو أكثر) حول محورها. فماذا يحدث داخل أسطوانة الطرد المركزي؟
يتزايد تركيز اليورانويوم-238 عند جدار الأسطوانة وبالتالي يرتفع تركيز اليورانيوم-235 قرب محور الدوران. يشفط جزء غاز سادس فلوريد اليورانيوم UF6 القريب من المحور بما فيه من يورانيوم-235 إلى تركيز 0.9% (بدلا من 0.7%) مثلا، وندخله في الأسطوانة التالية. وفيها ترتفع نسبة اليورانيوم-235 إلى 1% . وتتكرر عملية التخصيب مرات ومرات في أسطوانة تلو الأخرى حتى نحصل على التركيز المطلوب لتشغيل مفاعل نووي، وهو التركيز 5و3%.

### تحضير سادس فلوريد اليورانيوم
بعد استخلاص اليورانيوم ينقل الخام إلى أداه لطحنه في صورة مسحوق ناعم، يتم تكريره بعد ذلك في عملية كيميائية، ويحول إلى مركب سداسي فلوريد اليورانيوم، وهو مسحوق يعرف باسم «الكعكة الصفراء»، للونها الأصفر. ثم يتم تحويل اليورانيوم إلى غاز، المعروف باسم سداسي فلوريد اليورانيوم وذلك بتسخينه لنحو 64 درجة مئوية.
ولسداسي فلوريد اليورانيوم خواص مؤكسدة وهو قابل للتفاعل بسهولة، وعلى ذلك يتعين التعامل معه بعناية بالغة. ويتعين مد أنابيب وإنشاء مضخات خاصة في وحدات التحويل من الألومنيوم والنيكل. كما ينبغي أن يكون الغاز بمنأى عن الزيت ومواد التشحيم حتى لا تحدث أي 
تفاعلات كيميائية غير مطلوبة.
يتم بعد ذلك تدوير سداسي فلوريد اليورانيوم في سلسلة متتالية من أسطوانات الطاردة المركزية. تدور الأسطوانات بسرعات تبلغ 70.000 دورة/دقيقة مع الاحتفاظ بدرجة حرارة 65 درجة مئوية، حتى يبقى سداسي فلوريد اليورانيوم في حالته الغازية في الأسطوانات. وهي عملية تستهلك طاقة حرارية وكهربائية عاليتين. 
يؤدي هذا إلى انفصال النظير يورانيوم-235 بالنسبة المطلوبة في الأسطوانة الأخيرة. 
في الأسطوانة الأخيرة تصبح نسبة اليورانيوم-238 إلى اليورانيوم -235 هي النسبة المطلوبة 5و95 % : 5و3%.

### القذائف النووية
القنابل النووية تحتاج إلى يورانيوم- 235 بنسبة أعلى من 95% . أي لصناعته يلزم رفع النسبة التي يحتاجها المفاعل النووي 5و3% إلى 95% بنفس طريقة أسطوانات المركزية الطاردة. وتحتاج القنبلة النووية إلى نحو 20 كيلوجرام من اليورانيوم-235.